# Бабкин, Сергей Николаевич
Серге́й Никола́евич Ба́бкин (укр. Сергій Миколайович Бабкін; род. 7 ноября 1978, Харьков) — украинский музыкант, актёр, автор и исполнитель собственных песен. Участник группы 5’nizza. Тренер шоу «Голос страны» (2017, 2018). Участник 5-го сезона шоу «Танцы со звёздами» (вместе с супругой Снежаной).

## Биография
Родился 7 ноября 1978 года в Харькове. Отец — подполковник в отставке. Мать — воспитатель в детском саду. Брат (старше на шесть лет) — военный в звании майора.
Окончил Харьковский лицей искусств № 133 и музыкальную школу № 13 по классу флейта.
С 6 лет посещал бальные танцы, школу изобразительного искусства и фигурное катание. Параллельно увлекался театром. В средней школе принимал активное участие в школьной самодеятельности, КВН и ходил в драмкружок.
Начал учиться игре на гитаре в 12 лет. Большое влияние на Бабкина оказали группы «Браво», «Чиж & Co», позже — Владимир Высоцкий.
После окончания в 1994 году 9-го класса и детской музыкальной школы поступил на театральное отделение харьковского Лицея искусств (окончил в 1996). Также рассматривал варианты поступления в музыкальное училище и в оркестр военного училища. В лицее познакомился с Андреем Запорожцем.
В 2000 году окончил театральное отделение Харьковского государственного университета искусств (факультет «актёр театра драмы и кино»). В том же году вместе с Андреем Запорожцем основал группу 5'nizza. Тогда же начал издавать сольные альбомы. Дебютный альбом "Ура!" вышел в 2004 году. Играл спектакли в театре, сначала в Харьковском драматическом, затем в «Театре 19» и «Прекрасные цветы», сыграл несколько ролей в кино.

## Музыкант

### 5’nizza
Годом создания группы можно считать 2000-й, когда было придумано название и написаны первые совместные песни Сергея Бабкина и Андрея Запорожца. В 2002 году на студии «М.A.R.T.» за полтора часа были записаны все 17 композиций, которые были сочинены к тому моменту.
Летом 2002 года они выступили на фестивале КаZантип, где познакомились с лидером группы «W.K.?» Эдуардом Шумейко (Шум), который впоследствии стал менеджером 5’nizza.
16 июня 2007 года в Кракове (Польша) состоялся последний концерт группы, после чего Бабкин и Запорожец заявили о прекращении совместной деятельности.
4 марта 2015 года, группа объявила о воссоединении. 21 апреля на YouTube был опубликован клип на песню «I Believe In You», а 1 мая была издана вторая записанная после воссоединения песня «Вперёд».
15 февраля 2017 года вышел третий альбом 5’nizza, который получил название КУ и состоял из 14 композиций.

### Сольная карьера

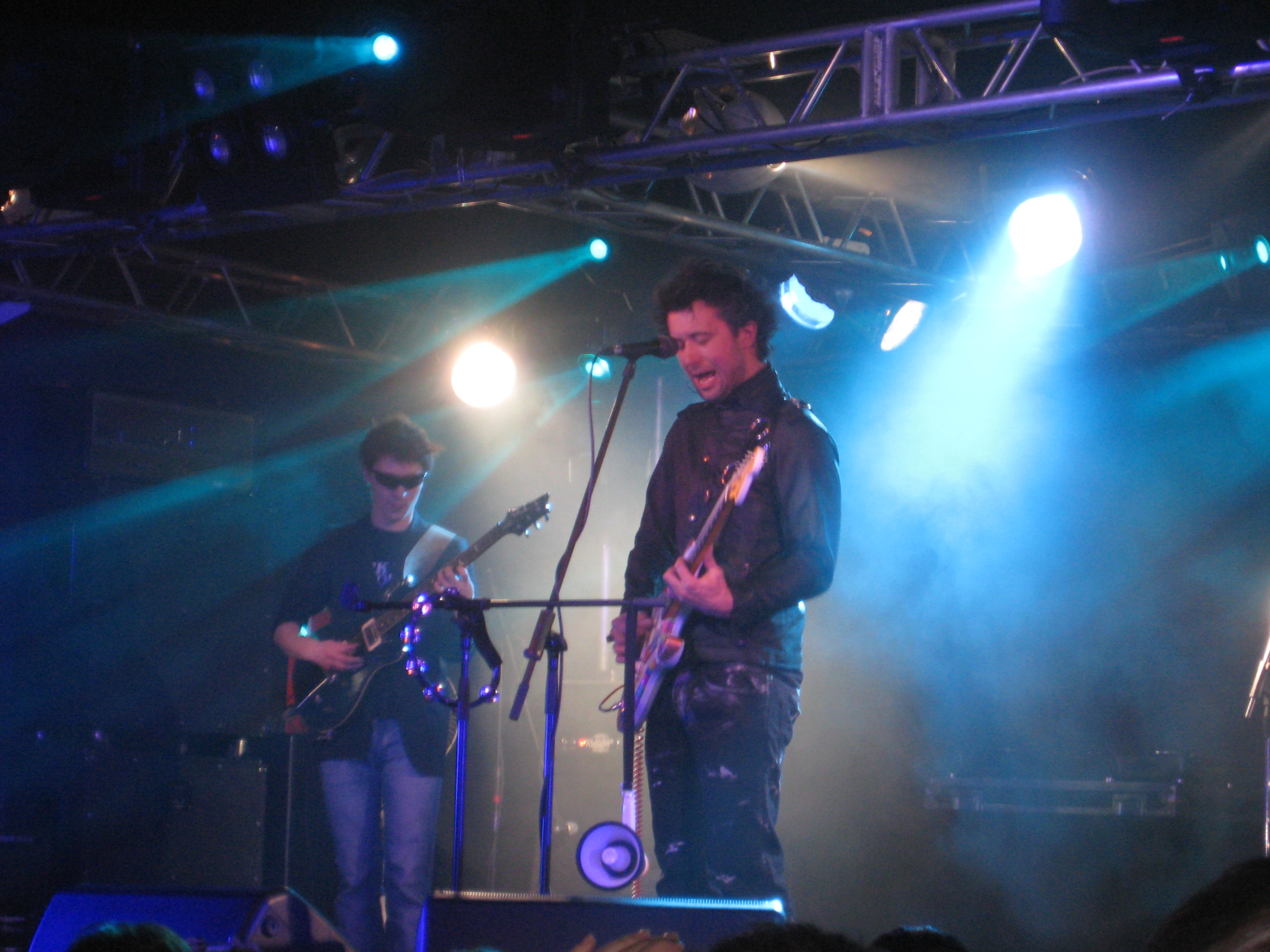
Сергей Бабкин на концерте в Санкт-Петербурге, 2010 год

Ещё по возвращении с "Казантипа" в 2002 году Бабкин вместе с Сергеем Савенко (кларнет) записал на студии «М.A.R.T.» 30 песен, написанных ими самостоятельно и не ложащихся в концепцию 5’nizza. 16 из них вышли в дебютном сольном альбоме Бабкина «Ура!» (2004), остальные песни были изданы через год в составе альбома «Бис!» (2005).
После знакомства с пианистом Ефимом Чупахиным, около полутора лет Сергей Бабкин выступал в сопровождении клавишных и кларнета, В этом же составе был записан и третий сольный альбом «Сын» (2005), посвящённый недавно родившемуся сыну Сергея.
После присоединения к ним бас-гитариста Игоря Фадеева был выпущен альбом «Мотор» (2007). В этот же период в группе Бабкина появился — ударник Константин Шепеленко.
В апреле 2008 года в альбомы «Аминь.ru» и «Взблатнулось».
В 2010 году был выпущен двойной альбом «Снаружи и внутри». В этом же году  Бабкин собрал группу K.P.S.S. и под этим названием выпустил альбом «Свинец».
В 2012 году состоялся релиз альбома «STAR’YO», в который вошли наиболее известные песни Бабкина под новыми названиями, записанные в новых аранжировках.
В 2013 году вышел альбом «Сергевна», посвящённый недавно родившейся дочери Сергея Веселине. Презентация альбома состоялась во Дворце спорта в Харькове и в клубе Stereo Plaza в Киеве.
В 2016 году выпущен альбом «#неубивай».

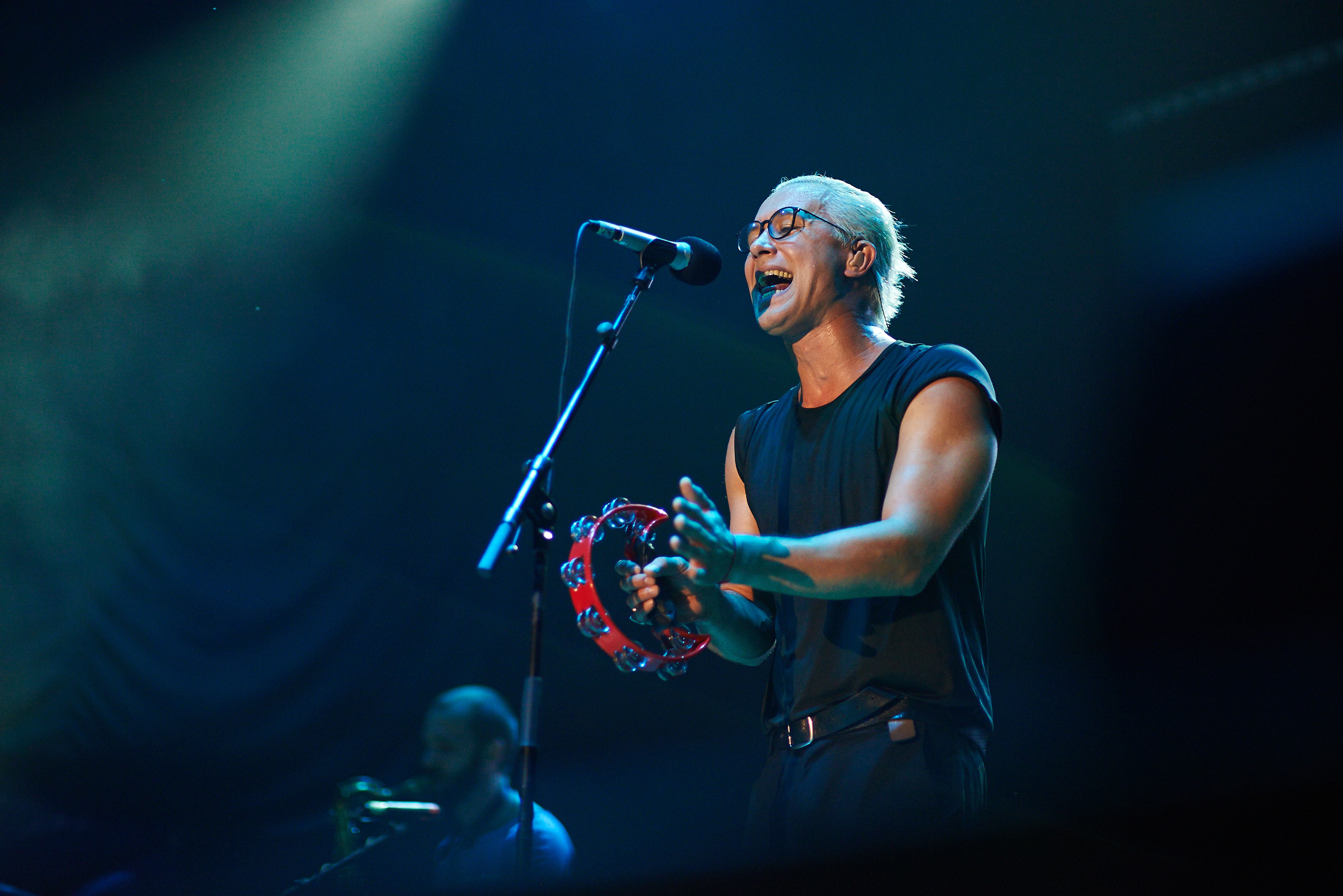
Бабкин на фестивале Импульс Фест 2016

В октябре 2016 году стало известно, что Бабкин заменит в кресле звёздного тренера Святослава Вакарчука и станет новым наставником шоу «Голос страны». Премьера нового сезона состоялась 22 января 2017 года.
В 2017 году Сергей Бабкин выпустил сингл «Де би я». Песня впервые прозвучала на последнем гала-эфире проекта «Танцы со звёздами». Телевизионная премьера композиции стала поворотным моментом в сольной карьере Сергея Бабкина, а сама песня — одной из самых популярных в репертуаре артиста. «Де би я» — одна из наиболее популярных украинских песен последних лет, получившая большое количество ротаций на украинских радиостанциях.
В 2018 году состоялась премьера «Голос страны-8», второго сезона для Сергея Бабкина в качестве наставника. Победительницей проекта стала участница его команды Елена Луценко. В этом же году Сергей Бабкин принял участие в полуфинале национального отбора на Евровидение 2018 с песней «Крізь твої очі», но по результатам голосования не прошёл в финал.
В сентябре 2018 года Сергей Бабкин выпустил свой первый полностью украиноязычный альбом «Музасфера». Музыкальный журналист и главный редактор сайта Karabas.Live Игорь Панасов дал высокую оценку работе, отметив, что «новый альбом плавно вводит Сергея в контекст современного поп-звучания».
«Музасфера» — точно собранный конструктор из песен, которые дают широкую палитру настроений. Новый Бабкин в большинстве номеров так или иначе пританцовывает, но не сломя голову, а в своем, полном лирических драм стиле. Артист, который привык к работе со сложными чувствами, не стал мельче или поверхностнее. Просто его грусть теперь раскрывается перед людьми в более радужных тонах.Игорь Панасов

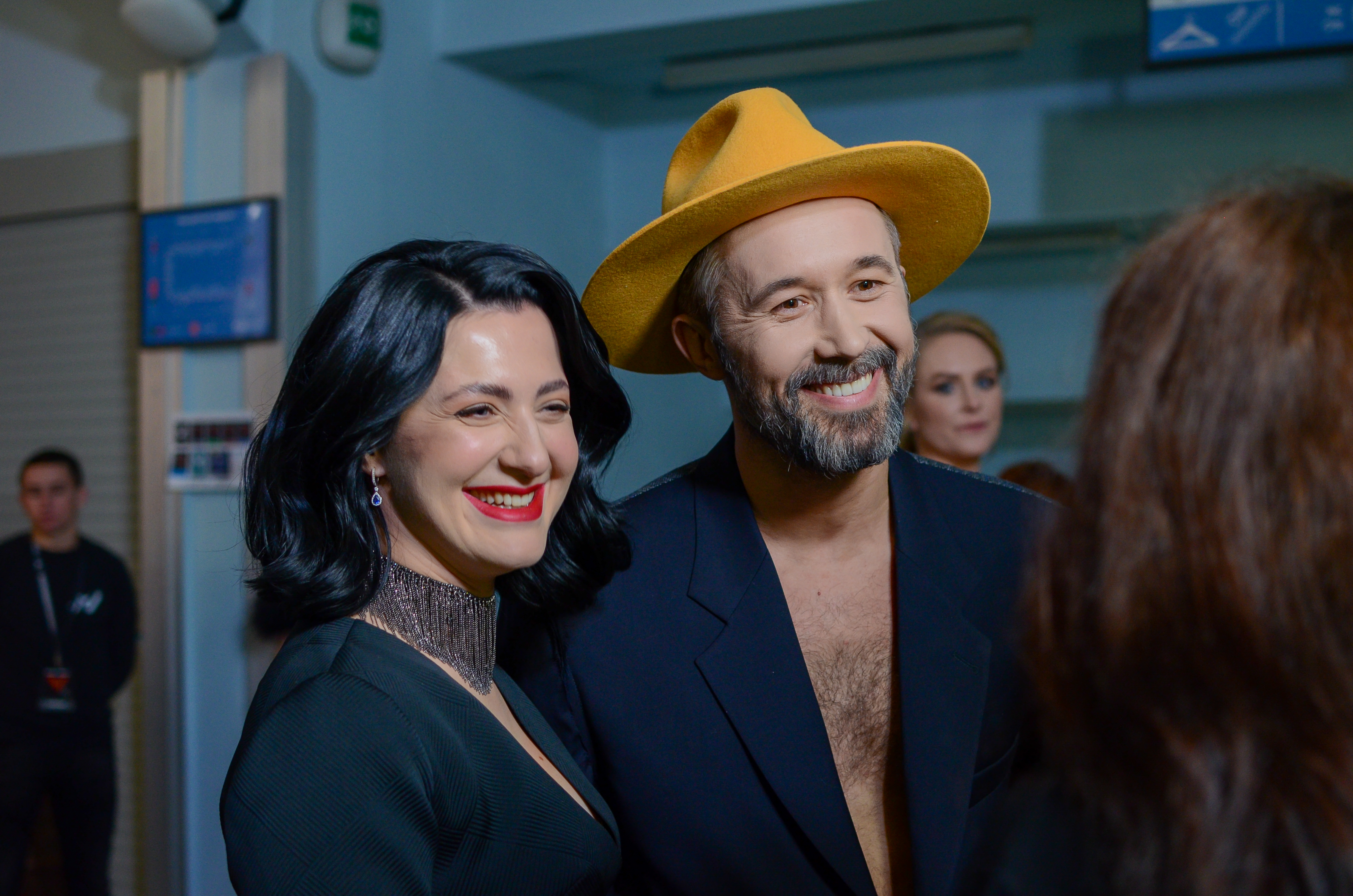
Бабкин с женой Снежаной на M1 Music Awards 2019

В мае 2020 года Сергей Бабкин вместе с другими украинскими музыкантами, среди которых Alina Pash, Latexfauna, KRUTЬ, Gurt [O], YUKO, Constantine и другие, принял участие в записи композиции «Різні.Рівні» — манифеста толерантности в поддержку людей различной гендерной идентичности и сексуальной ориентации. В июне 2020 года Бабкин выпустил совместную песню «Спалах» с актрисой «Квартала-95» Еленой Кравец.
В 2021 году две композиции Сергея Бабкина «Бомба-ракета» и «Вона знає» вошли в саундтрек сериала «Джек и Лондон» на телеканале 1+1.
На 25 февраля 2022 года был запланирован релиз нового четырнадцатого альбома «Космотато», но его выход пришлось отложить из-за начала вторжения России на Украину.
19 августа 2022 года вышел макси-сингл «Я солдат» (2022 Version) — новые версии хита группы 5’nizza на украинском, английском, русском, а также ремикс на трек. 24 августа, в День Независимости Украины, Сергей Бабкин выпустил новый мини-альбом — «Далі ми самі». Запись мини-альбома проходила в мюнхенской Mastermix Studio. Пластинка состоит из семи композиций и четырёх стихотворений. Все вошедшие в него песни были созданы и записаны Бабкиным после начала войны. Помимо авторских композиций в состав мини-альбома включена и адаптация одного из главных стихотворений Тараса Шевченко «Заповіт», музыкальной основой для которой послужила песня Боба Марли No Woman No Cry.
7 октября вышел сингл Face to Face — совместная работа Сергея Бабкина, Дэйва Стюарта, Бориса Гребенщикова и вокалистки группы Fleetwood Mac Стиви Никс. Песня записана для международного проекта, целью которого является популяризация UNITED24 — глобальной онлайн-платформы для сбора средств в поддержку Украины.
14 октября, вышла композиция «Пташка» — дуэт Сергея Бабкина и молодого украинского исполнителя Udovenko (Владимир Удовенко). Песня была написана Владимиром Удовенко под впечатлением от массового убийства украинских военнопленных в Оленовской колонии 29 июня 2022 года.
25 ноября состоялся релиз сборника The Best — лучших песен Сергея Бабкина за его двадцатилетнюю творческую карьеру. В компиляцию вошли 23 композиции, ранее выходившие на его сольных альбомах, а также две новые — «Проте» и «Ще осінь зовсім молода». Эти песни должны были увидеть свет в составе альбома «Космотато».
23 декабря состоялась премьера классического рождественского гимна Silent Night в исполнении Сергея Бабкина и гитариста и певца Хосе Фелисиано. В записи также принял участие австрийский певец FaWiJo, выступивший инициатором коллаборации. Новая версия гимна является частью проекта FaWiJo & United Artists for Ukraine.
24 марта 2023 года состоялся релиз сингла «Непробивна». 12 мая вышел сингл «127МА». 18 августа Бабкин представил сингл «Про Дні».
23 февраля 2024 вышел новый альбом Бабкина «ЛЮТИЙ». Релиз состоялся одновременно и в цифровом формате, и на виниловых пластинках. В состав альбома вошли двенадцать композиций, в том числе синглы «Непробивна», «Про Дні» и «Магія», выпущенные в 2023-м году. Работа над альбомом проходила в мюнхенской Mastermix Studio.

### Брюссель
В 2010 году Святослав Вакарчук пригласил Сергея Бабкина принять участие в его супергруппе, в состав которой также вошли Дмитрий Шуров (рояль, электропианино, электроорганы, металлофон), Максим Малышев (барабаны, перкуссия), Петр Чернявский (бас-гитара, гитары). Проект получил название «Брюссель». Одноимённый альбом записывался в августе 2011 года в Брюсселе на студии ICP Recording Studios. В альбом вошли 12 композиций на украинском и английском языках.
На записи альбома и последовавших концертах Сергей Бабкин исполнял партии гитары, флейты, а также различные лид и бек-вокальные партии. Кроме того в альбоме вышла его авторская композиция «Зелений Чай».
Онлайн-презентация проекта состоялась 13 декабря в прямом эфире на платформе YouTube.
В апреле 2012 года состоялся всеукраинский тур в поддержку этого альбома.

## Актёр театра
В январе 1999 года, будучи на III курсе Харьковского государственного университета искусств, Бабкин был зачислен в штат Харьковского русского драматического театра им. А. С. Пушкина, в котором проработал до 2002 года.
В театре он познакомился с Игорем Ладенко. Ещё будучи студентом II курса Ладенко поставил двухчасовой спектакль «Эмигранты» по пьесе Славомира Мрожека, в котором сыграли его друзья-актёры Сергей Бабкин и Олег Дидык. Спектакль остался в их репертуаре на следующие 12 лет. После «Эмигрантов» были поставлены спектакли «Любофф» и «Павел I». Все три постановки стали основой репертуара новообразованного театра, который получил название «Театр 19».
Руководство театра им. Пушкина, где работали все трое, было недовольно возникновением нового театра, и Ладенко был уволен с должности мастера монтировочного цеха. На следующий день, вслед за ним, по собственному желанию ушли Сергей Бабкин и Олег Дидык.
Сергей Бабкин играл в «Театре 19» на протяжении 12 лет, вплоть до 2012 года. На его счету такие роли, как Х («Эмигранты»), Бес («Чмо»), Капитан («Двери»), Гамлет («Наш Гамлет»), Пташиха, Сосновський («Хулия славлю!»). Здесь же в 2007 году он познакомился со своей будущей супругой — Снежаной.
В 2013 году вместе со Снежаной присоединился к недавно образованному харьковскому театру «Прекрасные цветы», работающему в бессловесном жанре фанк-футуризм, который использует пластику тела и импровизацию. «Прекрасные цветы» участвовали в театральных фестивалях в Германии, Польше, Азербайджане, Коста-Рике.

## Актёр кино
Дебютом в кино для Сергея Бабкина стал эпизод в фильме «Русское» (Мосфильм, 2005). Фильм был снят по мотивам произведений Эдуарда Лимонова. Съёмки проходили в Харькове.
В 2007 году принял участие в съёмках фильма «День радио», где сыграл самого себя.
В 2009 году сыграл главную роль в фильме Владимира Лерта «Отторжение». Вместе с Сергеем Бабкиным в фильме снимался Богдан Ступка, а саундтрек к фильму написала группа «Бумбокс». Их клип «Наодинцi» был снят прямо на съёмочной площадке фильма, а одним из главных героев клипа стал Сергей Бабкин.
В 2014 году, вместе с супругой принял участие в фильме «Александр Довженко. Одесский рассвет» (2014), где сыграл роль молодого Александра Довженко.
Также Сергей Бабкин снимался в эпизодах следующих фильмов:
- «Как завести женщину» (2013) — могильщик
- «Хэппи-энд» (2013) — игрок в «Мафию»
- «Сокровище: Страшно новогодняя сказка» (ТВ, 2007) — Макс
- «Феномен» (2005)[27] — эпизод
- «Я, ты, он, она» (2018) — хулиган
- «11 детей из Моршина» (2019) — охранник Юзик

## Телевидение
В 2017 году Сергей и Снежана Бабкины стали участниками 5-го сезона шоу «Танцы со звёздами». В первом эпизоде пара заняла первое место по количеству баллов, обойдя всех остальных участников. Сергей и Снежана дошли до четвертьфинала, покинув шоу после восьмого прямого эфира.
В 2017—2018 годах Сергей Бабкин два сезона был звёздным наставником в шоу «Голос страны» на канале 1+1. В восьмом сезоне (2018) участница его команды Елена Луценко победила в шоу.
В 2020 году принял участие в песенном телешоу «Маскарад» на телеканале 1+1 в маске Примы без головы и занял второе место.

## Гражданская позиция
В 2022 году, после начала вторжения России в Украину, Сергей начал активно выступать с благотворительными концертами в странах Европы и Америки, направляя прибыль от концертов различным благотворительным организациям. С апреля по сентябрь было сыграно 36 благотворительных концертов в Германии, США, Канаде, Литве, Латвии, Эстонии, Чехии, Польше, Швейцарии как в составе проекта «Добрый вечер, мы из Украины!», так и сольно. Реципиентами средств от концертов Бабкина являются харьковские волонтёрские организации и фонды Rescue Now UA, «Культурний ШОК», «Майстерня» и др., а также Kontramarka Help и «Фонд Маша» Маши Ефросининой.
8 апреля 2022 года выпустил сингл «Далі ми самі», посвящённый российско-украинской войне. Прибыль от стриминга песни и монетизации на YouTube была перечислена Харьковской областной детской клинической больнице № 1.
Летом 2022 года Сергей Бабкин вместе с другими украинскими артистами, принял участие в записи композиции «Ми з України».
В ноябре 2022 года Бабкин сыграл концерты в Киеве и Львове, выступил в «Охматдете», перед 127-й бригадой ТРО ВСУ и в Харькове возле станции метро Архитектора Бекетова.
В феврале 2023 года Бабкин провёл благотворительный тур по городам Украины, отыграв 12 концертов в пользу 127-й бригады ТРО ВСУ. Также принял участие в благотворительном музыкальном сборнике Heal The Sky, собранном по инициативе Бориса Гребенщикова.
В течение марта 2022 — марта 2023 Бабкин отыграл более 70 благотворительных концертов в Украине, США, Канаде, Германии, Литве, Латвии, Эстонии, Чехии, Польше, Швейцарии, Ирландии, Испании на Кипре, как в составе проекта «Добрый вечер, мы из Украины!», так и сольно. Все гонорары за выступления он передал волонтёрским организациям, которые занимаются жителями и ТрО Харьковщины.
Весной 2023 года певец выпустил два сингла: песню «Непробивна», посвящённую несокрушимости Украины и украинского народа, и композицию «127МА», написанную по просьбе военных из 127-й Отдельной бригады Сил ТрО ВСУ Харькова.
В июне 2023 года Бабкин провёл благотворительный тур по городам Украины, отыграв 7 концертов в пользу 127-й бригады ТРО ВСУ. На концерте в Сумах певец с женой получил от командира бригады нагрудные знаки - почётные знаки отличия 127-й отдельной бригады Территориальной обороны II степени.

## Дискография

Сергей Бабкин с лирической программой в клубе «Космонавт», Санкт-Петербург

### Альбомы
- УРА! (2004)
- БИС! (2005)
- Сын (2005)
- Мотор (2007)
- Аминь.ru (2008)
- Взблатнулось (2008)
- Снаружи и внутри (2010)
- STAR`YO (2012)
- Сергевна (2013)
- #неубивай (2016)[40][41]
- Музасфера (2018)[42]
- Лютий (2024)

### EP
- Далі ми самі (2022)

### Синглы
- С Н.Г. (2005)
- Моя любовь (2012)
- ГГГ (2016)
- Петя (2016)[43]
- Привіт, Бог (2017)
- Де би я (2017)
- Хто далі йде (2018)
- Крізь твої очі (2018)
- Дихай повільно (2018)
- Моє кохання (2019)
- Єви і Адами (2019)
- Лис (2019)
- Різні.Рівні (2020)
- Спалах (feat. Елена Кравец) (2020)
- Бомба-ракета (2020)
- Твоя любов (2020)
- Вона знає (2021)
- Далі ми самі (feat. Sidor) (2022)
- Я Солдат (2022 Version)
- Непробивна (2023)
- 127МА (2023)
- Про Дні (2023)
- Зрада (2023)
- Магія (со Снежаной Бабкиной) (2023)
- Забери (Foley Remix) (2024)

### K.P.S.S.
- Свинец (2010)

### Компиляции
- The Best (2022)[44]

### Совместные работы
- DUDA ft. Сергей Бабкин — Крила (2017)
- Alina Pash, Сергей Бабкин, Constantine — Різні. Рівні (feat. Гурт [O], Krutь, Latexfauna, Daniel Shake, Secret Avenue, Kulshenka, Ofliyan, Lucas Bird, U:lav, Shy & Wwwaaavvveee) (2020)
- Dave Stewart, Борис Гребенщиков, Сергей Бабкин — Face to Face (feat. Stevie Nicks) (2022)
- Сергей Бабкин, UDOVENKO — Пташка (2022)
- FaWiJo feat. Serhii Babkin & Jose Feliciano (United Artists for Ukraine) — Silent Night / Тиха Ніч (2022)
- MONATIK, Сергій Бабкін, KAZKA, DANTES, Alina Pash, ROXOLANA, Богдан Купер — За одним столом